# Augustów
Augustów (litván nevén: Augustavas, németül: Metenburg) történelmi város Lengyelország északkeleti részén a Podlasiei vajdaságban, 2019-ben 30 190 lakosa volt.

## Fekvése
Augustów a Mazuri-tóhátság területén fekszik, így számtalan folyó és tó található a környékén. A városon a Netta folyó és az Augustówi-csatorna is keresztülhalad. Közigazgatásilag a Podlasiei vajdasághoz tartozik 1999 óta, korábban a Suwałki vajdaság része volt (1975–1998) annak megszűnéséig. A város Augustów megye és Augustów gmina székhelye.

## Története
A települést először 1496-ban említik, majd II. Zsigmond Ágost lengyel királytól 1557-ben megkapta a királyi városi címet és az azzal járó jogokat. Hálából a város felvette az uralkodó nevét, azóta nevezik Augustównak. A fejlődésnek indult várost újratervezték, és rendkívül precíz, új településszerkezetet kapott, tágas piactérrel a közepén.  
1569-ig Augustów a Litván Nagyfejedelemséghez tartozott, majd a lublini unió után a Lengyel Királyság részévé vált, viszont temetője a Litván Nagyfejedelemségben maradt. A II. János Kázmér lengyel király ellen lázadó tatárok 1656-ban felégették Augustówot, és a 17. század második felében pestisjárvány is sújtotta a környéket.  
1795-ben Lengyelország III. felosztása után a várost Poroszországhoz csatolták. 1807-ben a város visszatért a lengyel uralom alá a Varsói Hercegség részeként. Az 1815-ös bécsi kongresszust követően a Kongresszusi Lengyelország részévé vált, később Oroszország része lett. Lengyelországhoz csak 1918-ban, a függetlenség visszaszerzése után került vissza. 
1842-ben területi székhellyé vált, majd a lengyel királyság teljes annektálása után az 1860-as évektől Suwałkiból irányították. 1875 körül mintegy 9600 lakosa volt a városnak, akik főleg szarvasmarha- és lókereskedelemmel, valamint ágynemű és zsákok gyártásával foglalkoztak.
Az 1830-as évek elején megépült az Augustówi-csatorna, amely a Visztula és a Nyeman folyókat kötötte össze, ezzel jelentősen fellendítve a város kereskedelmét. A Szentpétervár–Varsó-vasútvonal 1899-ben érte el a várost, ekkorra a lakossága már 12 800 körül alakult. Az első világháború alatt az orosz hadsereg sikeres ellentámadást hajtott végre a német hadsereg ellen az 1914-es augustówi csata során, a visztulai csata előkészítéseként.
Az első világháború után az 1920-ban a lengyelek és a szovjetek küzdöttek meg egymással. 1939 és 1941 között a szovjet csapatok elfoglalták a várost. Sok lakót kazahsztáni száműzetésbe küldtek, ahonnan néhány év után visszatérhettek. 1941. június 22-én, még mielőtt a németek elfoglalták a várost, a szovjetek 30-34 lengyel foglyot öltek meg Augustówban az NKVD mészárlásainak részeként. A német erők 1944-ig megszállva tartották a települést. 
A második világháború a város körülbelül 70%-ának megsemmisülését, valamint a lakosság többségének halálát vagy elmenekülését hozta magával, köztük több ezer zsidó lakosét, akiket a csatorna és a folyó közötti gettóban tartottak fogva. A németek szinte mindegyiküket kivégezték, de 1945-ben a szovjetek a közelben végeztek a lengyel Armia Krajowa fegyveres ellenállási szervezet tagjaival is.
1970-ben Augustówot hivatalosan is elismerték egészségügyi és relaxációs üdülőhelyként. 1973-ban a környező településeket a zóna részévé tették, így a város és környéke népszerű üdülőövezet lett.

## Demográfia
| Nemzetiség       | Lélekszám | %    |
| ---------------- | --------- | ---- |
| lengyel          | 5882      | 76,6 |
| zsidó            | 3630      | 28,5 |
| orosz            | 2381      | 18,7 |
| fehérorosz       | 357       | 2,8  |
| mari             | 156       | 1,2  |
| német            | 131       | 1    |
| tatár            | 117       | 0,9  |
| litván           | 20        | 0,2  |
| egyéb nemzetiség | 69        | 0,5  |
| Összesen         | 12 743    | 100  |

| Nemzetiség       | Lélekszám | %    |
| ---------------- | --------- | ---- |
| lengyel          | 6705      | 76,6 |
| zsidó            | 1962      | 22,4 |
| orosz            | 51        | 0,6  |
| fehérorosz       | 8         | 0,1  |
| német            | 6         | 0,1  |
| egyéb nemzetiség | 20        | 0,2  |
| Összesen         | 8762      | 100  |

| Nemzetiség       | Lélekszám | %    |
| lengyel          | 28 668    | 96,5 |
| orosz            | 64        | 0,2  |
| roma             | 41        | 0,1  |
| egyéb nemzetiség | 932       | 3,1  |
| Összesen         | 29 705    | 100  |

## Testvérvárosok[18]
- Druskininkai, Litvánia (2007)
- Grodnó, Fehéroroszország (2008)
- Porto Ceresio, Olaszország (2003)
- Rudki, Ukrajna (2011)
- Slonim, Fehéroroszország (2013)
- Supraśl, Lengyelország (2012)
- Tuusula, Finnország (1996)

## Galéria

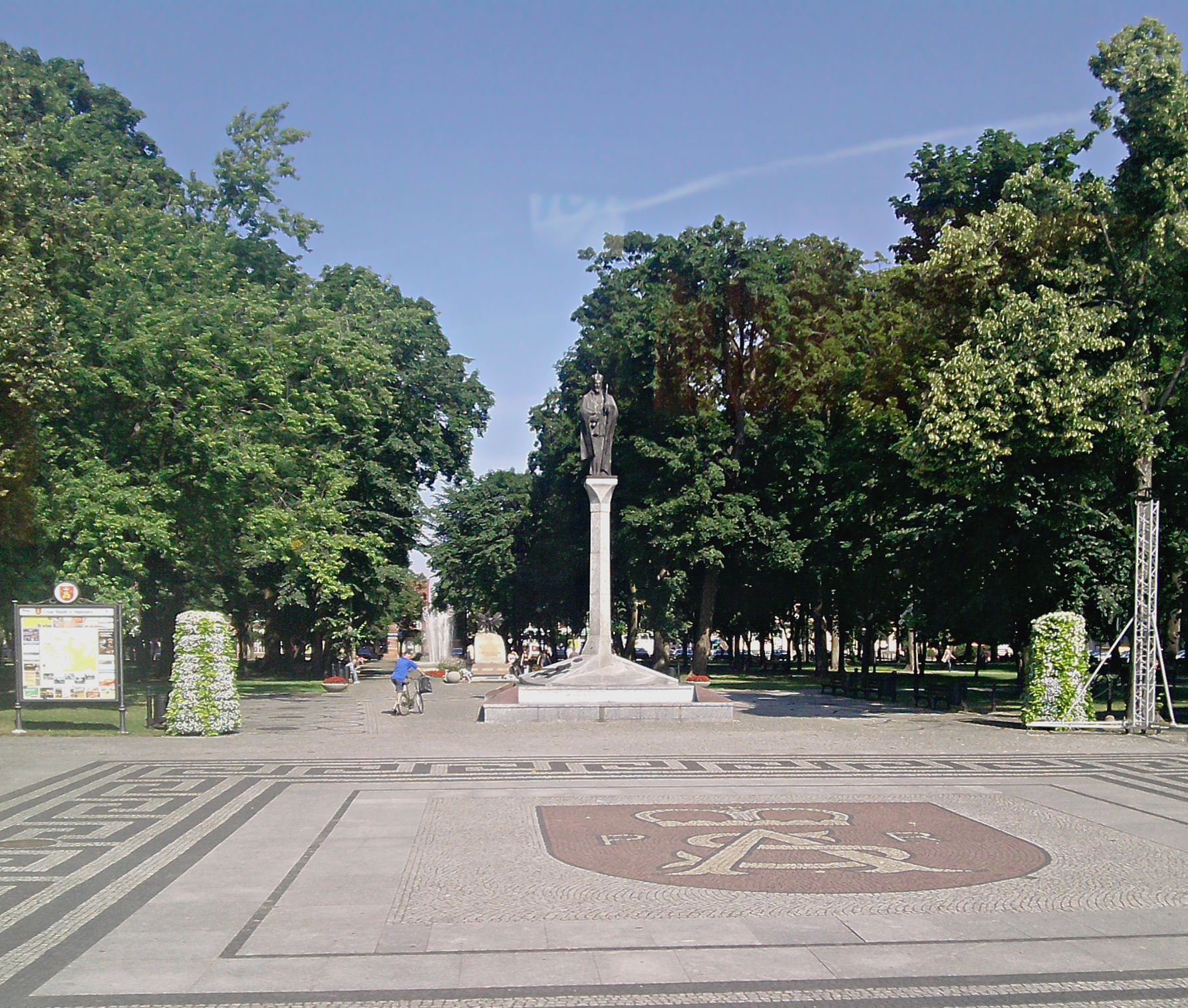
II. Zsigmond Ágost lengyel király emlékműve a belvárosban
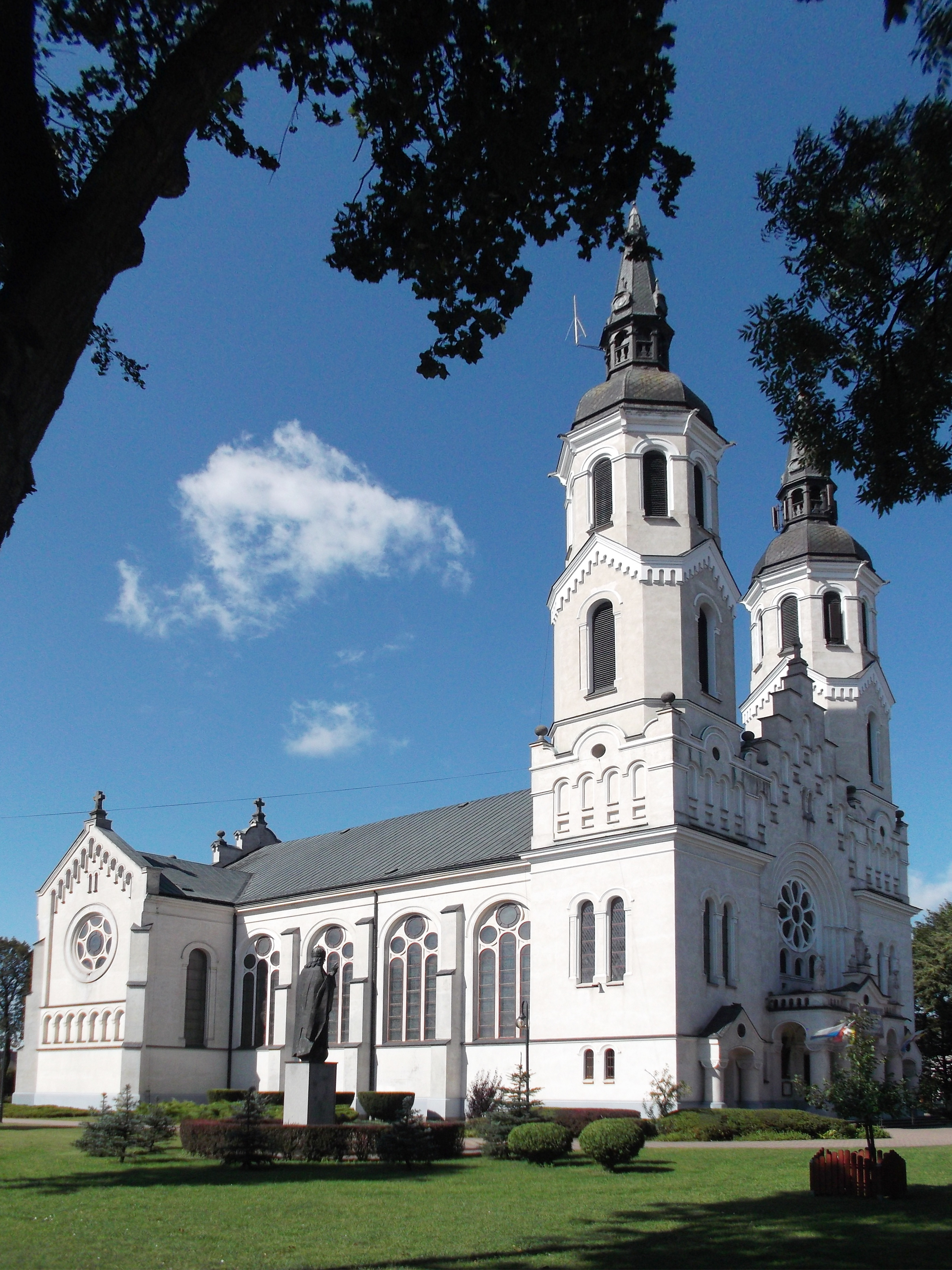
Jézus Szent Szíve bazilika
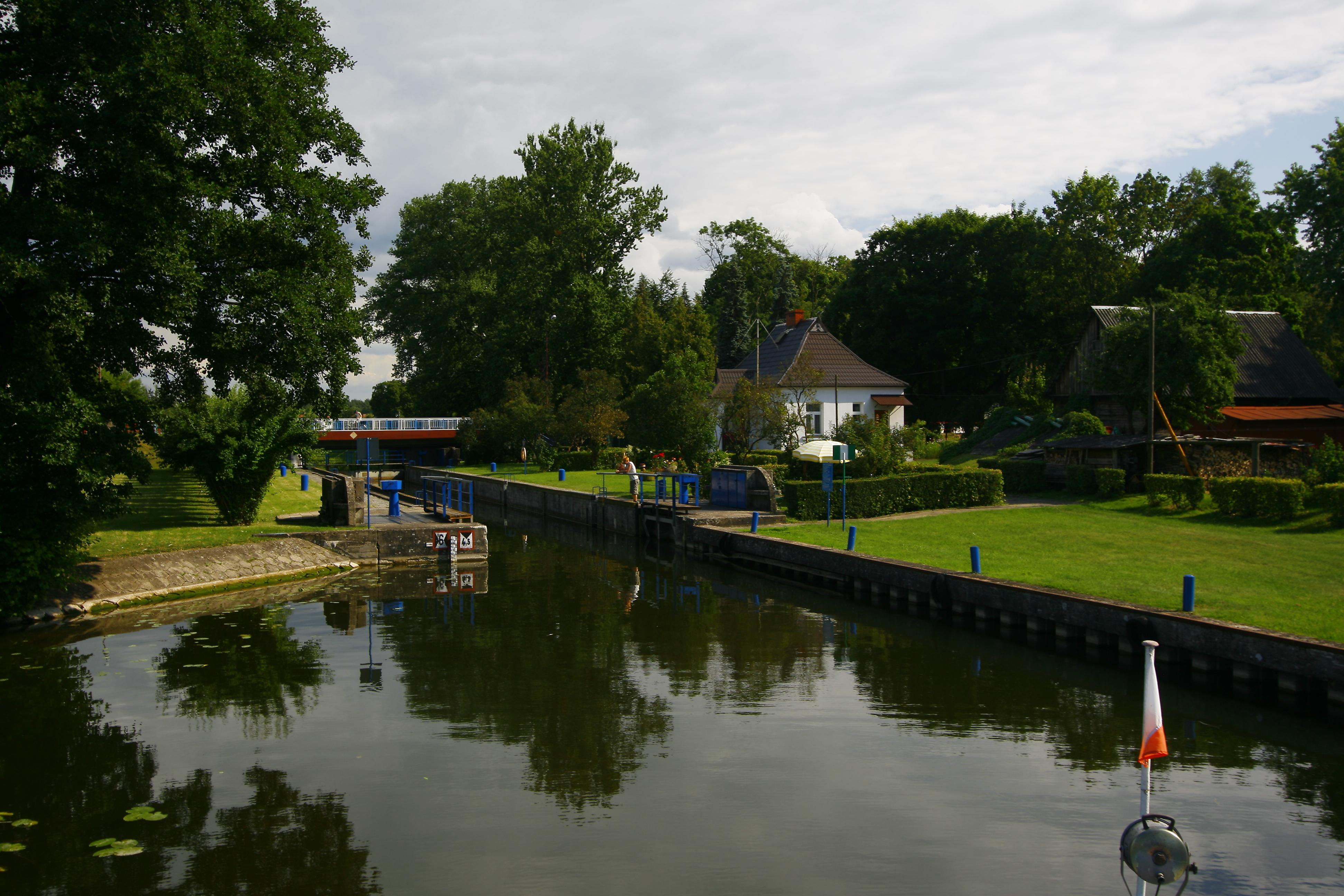
Az Augustówi-csatorna helyi zsilipje
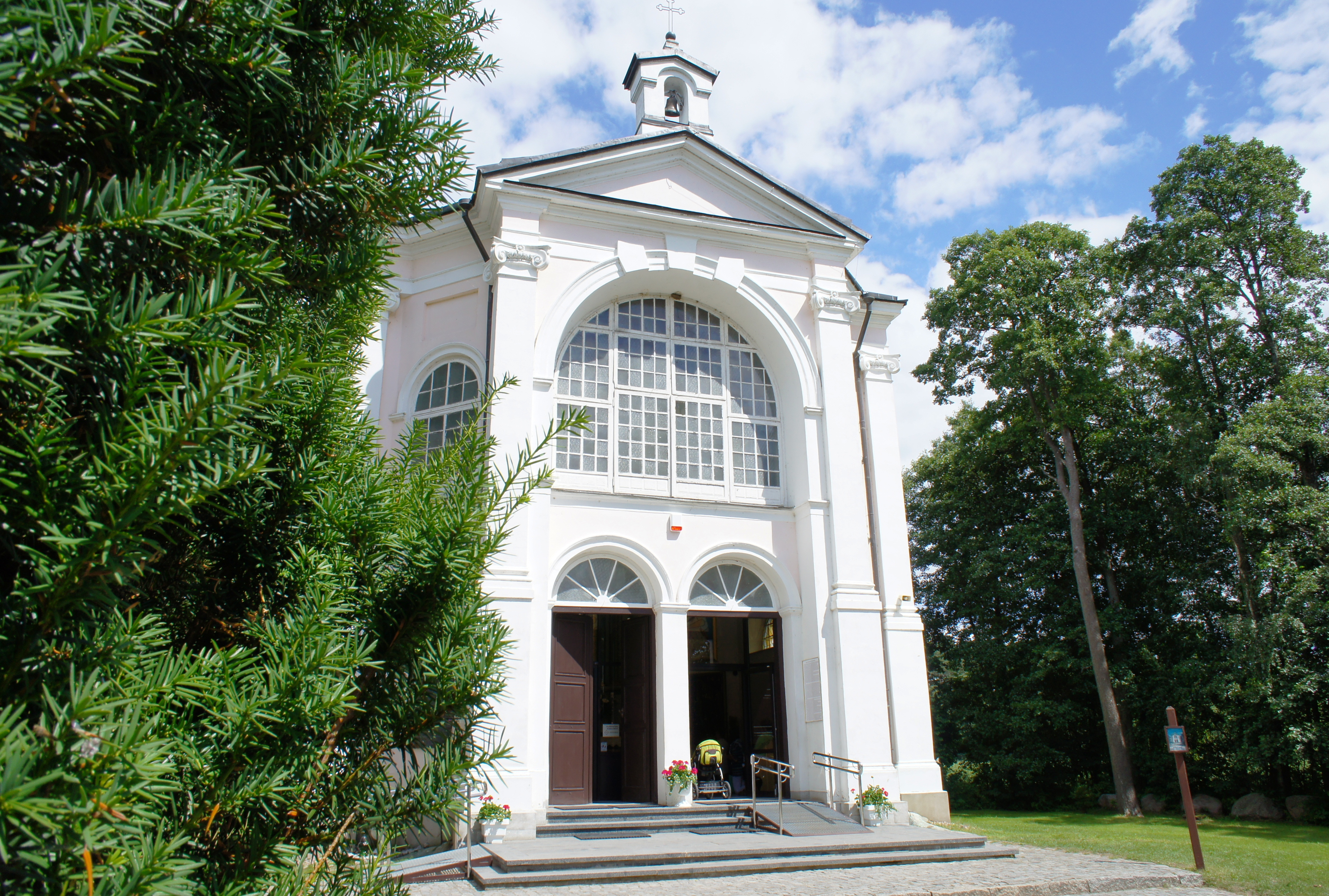
Szűz Mária kápolna a Studzienicznában
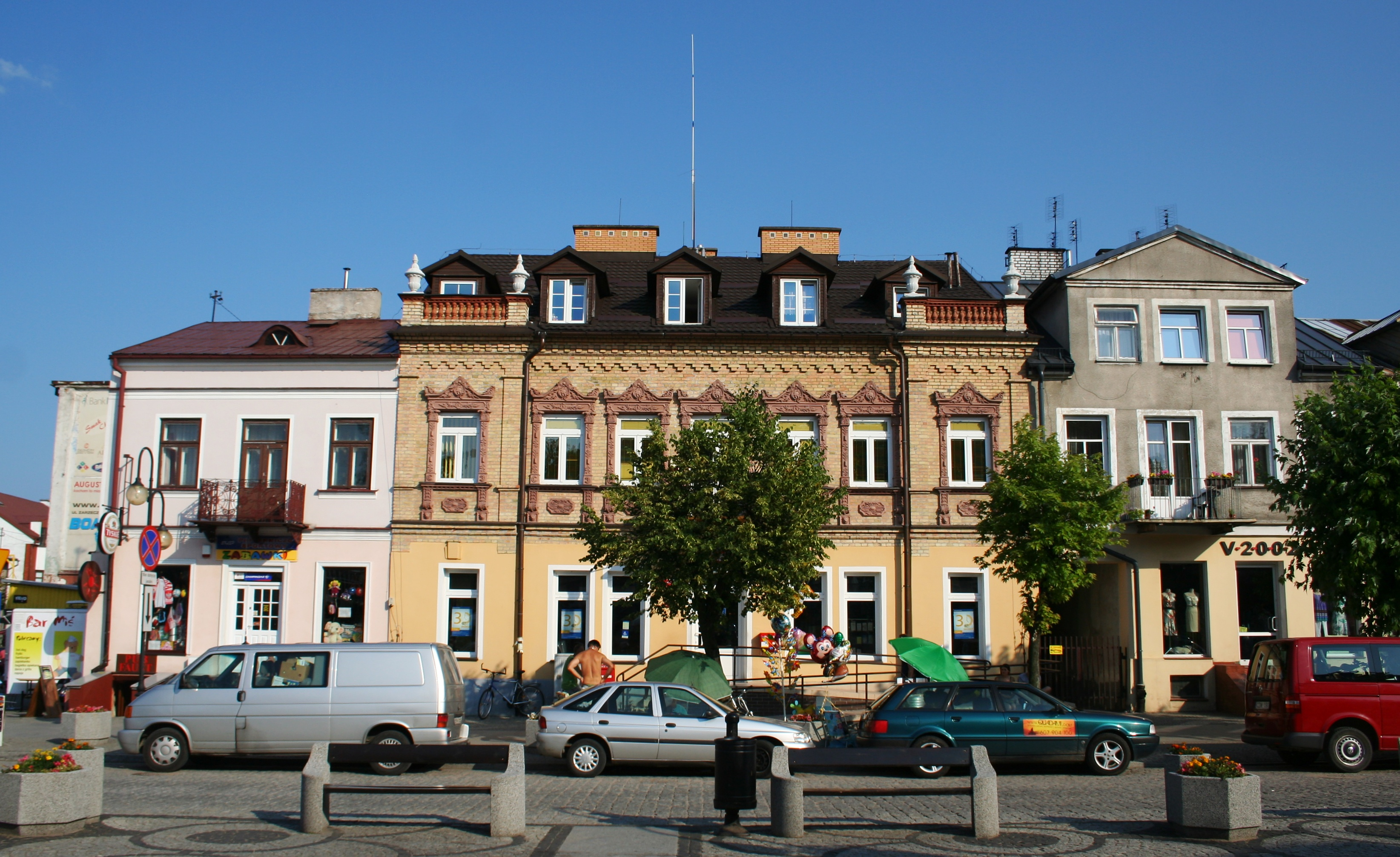
Történelmi bérházak a belvárosban
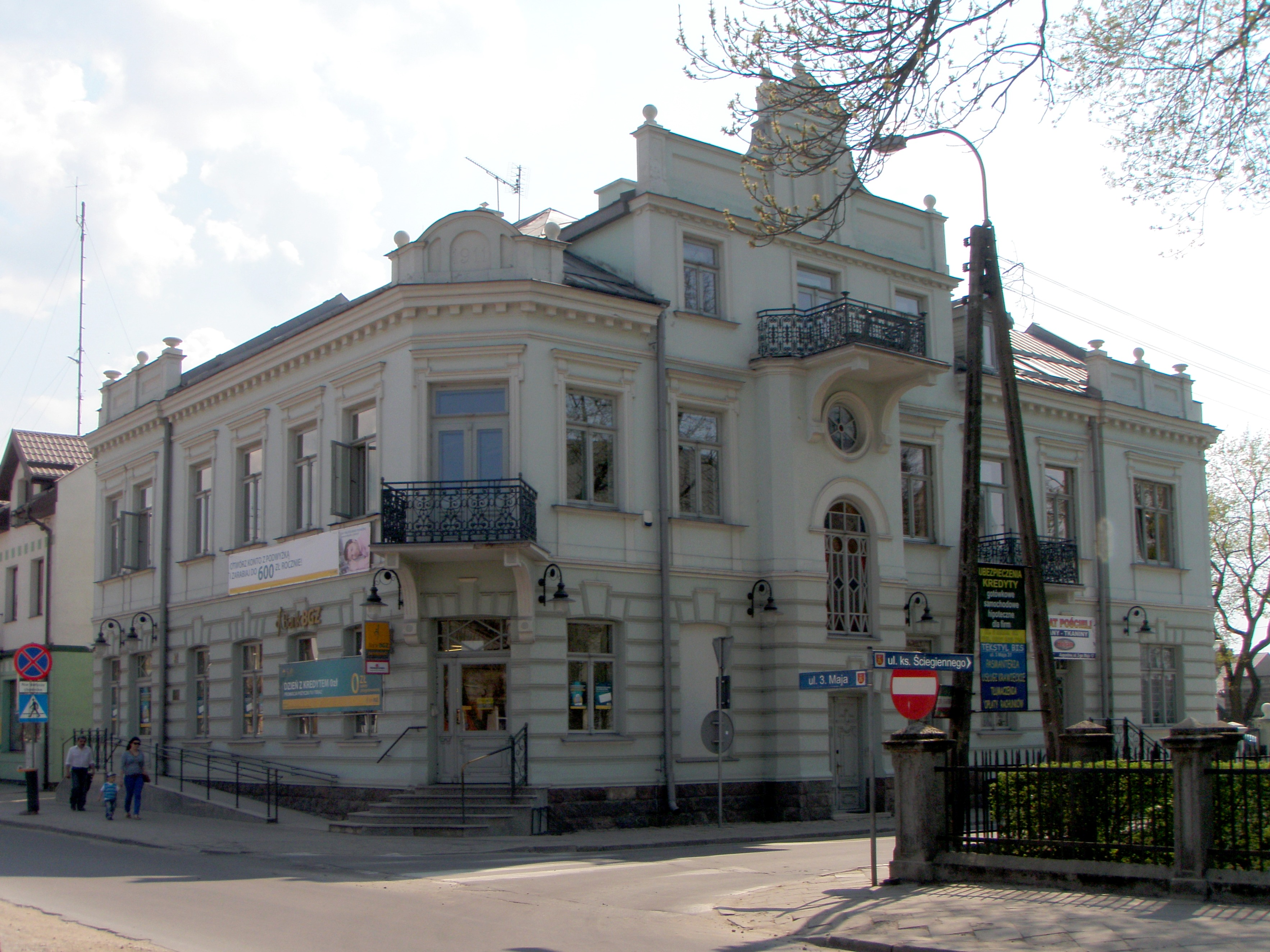
Történelmi bérház a belvárosban
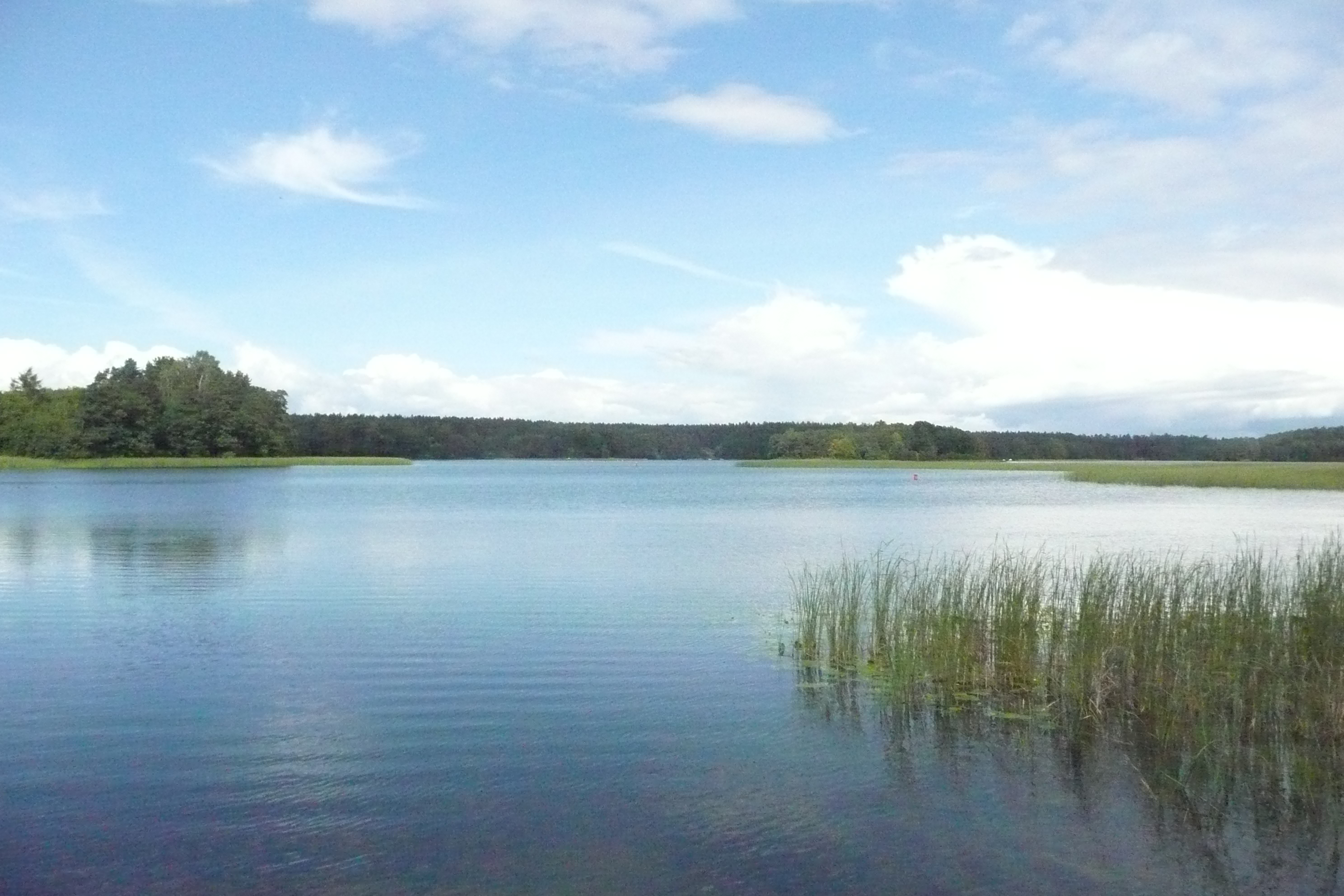
Studzieniczne-tó
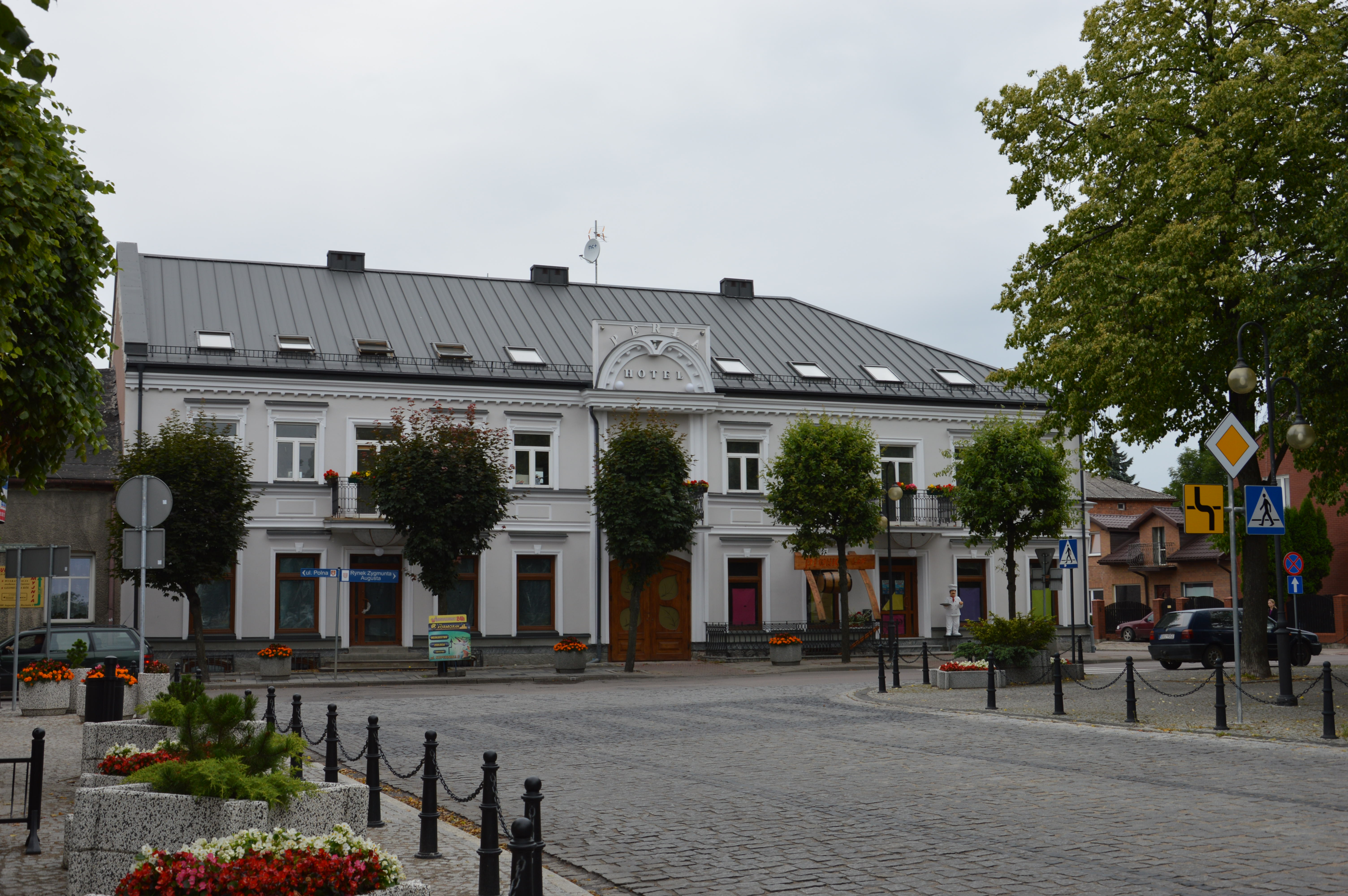
Szálloda a belvárosban

## Fordítás
Ez a szócikk részben vagy egészben  az   Augustów című angol Wikipédia-szócikk ezen változatának fordításán alapul.  Az eredeti cikk szerkesztőit annak laptörténete sorolja fel. Ez a jelzés csupán a megfogalmazás eredetét és a szerzői jogokat jelzi, nem szolgál a cikkben szereplő információk forrásmegjelöléseként.